# سید حسین حمامی
سید حسین حمامی ابن سید علی موسوی (۱۲۹۸ق - ۱۳۷۹ق)، از مراجع تقلید شیعه در نجف بود.
نیاکان وی تبریزی بوده‌اند. با درگذشت اساتیدش شیخ‌الشریعه و نیز سید ابوالحسن اصفهانی، مجلس درس او به یکی از درس‌های شلوغ و پررونق تبدیل گردید و بسیاری از مقلدان اصفهانی به حمّامی روی آوردند و از او تقلید نمودند.

## نقش سیاسی اجتماعی
وی در جنگ جهانی اول در سال ۱۳۳۳ق (۱۹۱۴م) در کنار مجاهدانی که در جبهه‌های «قرن» در بصره مستقر گشته بودند، به مدت شش ماه حضور داشت.
بدنبال نهضت مشروطه، وی همراه با شیخ الشریعه در نیمه رمضان ۱۳۳۸ قمری برای رسیدن به حکومت نجات بخش عراق حکم جهادی صادر کردند.

## درگذشت
حمامی در جمادی الاول ۱۳۷۹ قمری در نجف درگذشت و در کنار مسجد مراد در مقابل مسجد طوسی بخاک سپرده شد. منابع متعدد ذکر کرده‌اند که ۲۰ سال پس از مرگ سید حسین حمامی، بدنبال توسعه خیابان شیخ طوسی در نجف، بدن وی به‌طور سالم آشکار شد.

## اساتید
- در فقه: سید محمدکاظم یزدی،
- آخوند خراسانی،
- میرزا حسین نایینی،
- شریعت اصفهانی[۴]
- در فلسفه و کلام: میرزا احمد تهرانی،
- شیخ علی نوری
- سید علی‌اصغر هزارجریبی[۴]

## شاگردان
- قربان‌علی محقق کابلی، از مراجع کنونی تقلید شیعه[۶]
- محمدجواد مغنیه

شیخ محمد رحمتی سیرجانی

## آثار
- المسائل النجفیه که یکدوره کامل فقه است مهمترین اثر اوست.[۲]
- هدایة المسترشدین،
- حاشیه بر وسیله النجاة، (رسالهٔ عملیهٔ آیت الله سید ابوالحسن اصفهانی)
- المسایل النجفیه،
- مناسک حج[۴]